# مجمع قصر مير
مجمع قصر مير (بالبيلاروسية: Мірскі замак) (بالليتوانية: Myriaus pilis) (بالبولندية: Zamek w Mirze) هو أحد مواقع التراث العالمي لليونسكو في روسيا البيضاء. يقع في بلدة مير، في مقاطعة كاريليتشي التابعة لإقليم أوبلاست جردونه. وهو على بعد 29 كيلومتر (18 ميل) شمال غرب موقع آخر للتراث العالمي، قلعة نزفيزه. مجمع قصر مير يقع على ارتفاع 164 متر (538 قدم) عن مستوى سطح البحر. 

## التاريخ
بدأ الدوك جيرزي إيلينيتش في بناء القلعة بالقرب من قرية مير بعد مطلع القرن السادس عشر، على الطراز القوطي البولندي. أحاطت خمسة أبراج بساحة القلعة، التي شكلت جدرانها مربعًا بطول 75 متر (246 قدم) في كل جانب. في عام 1568، عندما ماتت سلالة إيلينيتش، أصبحت قلعة مير في أيدي ميكولاي كرزيستوف رادزيويل، الذي أعاد تجهيزها بإقامة فخمة ذات جناحين من ثلاثة طوابق على طول الجدران الداخلية الشرقية والشمالية للقلعة. تم تزيين الواجهات ببوابات من الحجر الجيري وألواح وشرفات وأروقة على طراز عصر النهضة.

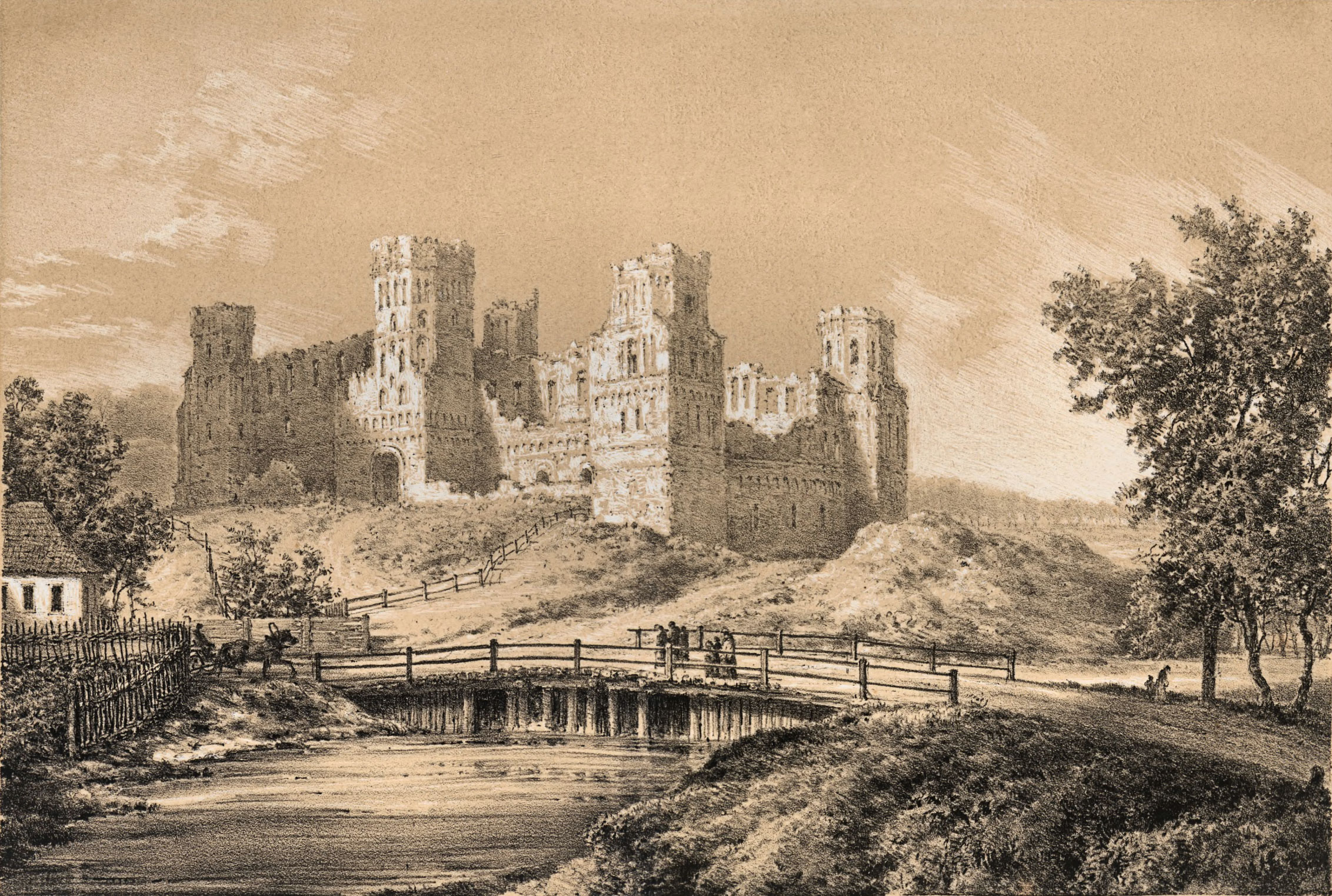
رسم نابليون أوردا ، 1876

في عام 1817، بعد أن تم التخلي عن القلعة لمدة قرن تقريبًا وتعرضت لأضرار بالغة في معركة مير (1812)، توفي المالك دومينيك هيرونيم رادزيويل متأثراً بإصابات في المعارك، وانتقلت ملكية القلعة لابنته ستيفانيا، التي تزوجت من الأرستقراطي لودويج أدولف فريدريك (Ludwig zu Sayn-Wittgenstein-Berleburg). في وقت لاحق أصبحت القلعة ملكًا لابنتهما ماريا، التي تزوجت من الأمير شلودفيغ.

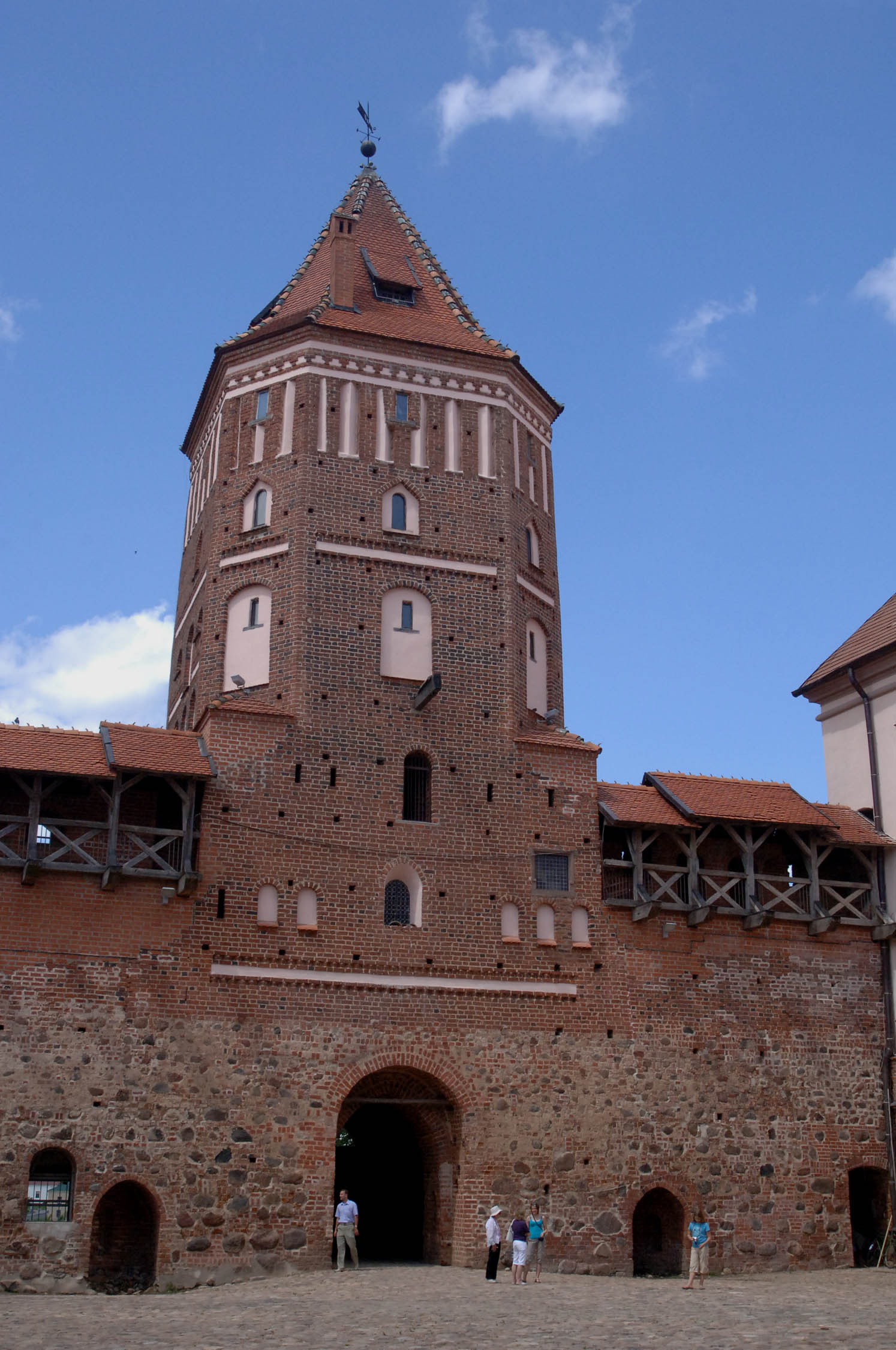
منظر من الفناء

قام ابنهم، موريس شيلينجسفورست، ببيع القلعة لميكالاي سفياتابولك-ميرسكي، من عشيرة بيالينيا، في عام 1895. بدأ مايكل نجل نيكولاي في إعادة بناء القلعة وفقًا لخطط المهندس المعماري تيودور بورش. امتلكت عائلة سفياتابولك-ميرسكي القلعة حتى عام 1939 ، عندما احتل الاتحاد السوفياتي شرق بولندا.
عندما غزت القوات الألمانية الاتحاد السوفيتي في عام 1941، احتلت القلعة وحولتها إلى حي يهودي للسكان اليهود المحليين، قبل قتلهم. بين عامي 1944 و 1956، تم استخدام القلعة كمنشأة سكنية، مما أدى إلى تلف الجزء الداخلي من القلعة.
في ديسمبر 2000 ، أدرجت اليونسكو قلعة مير كموقع للتراث العالمي .

## معرض صور

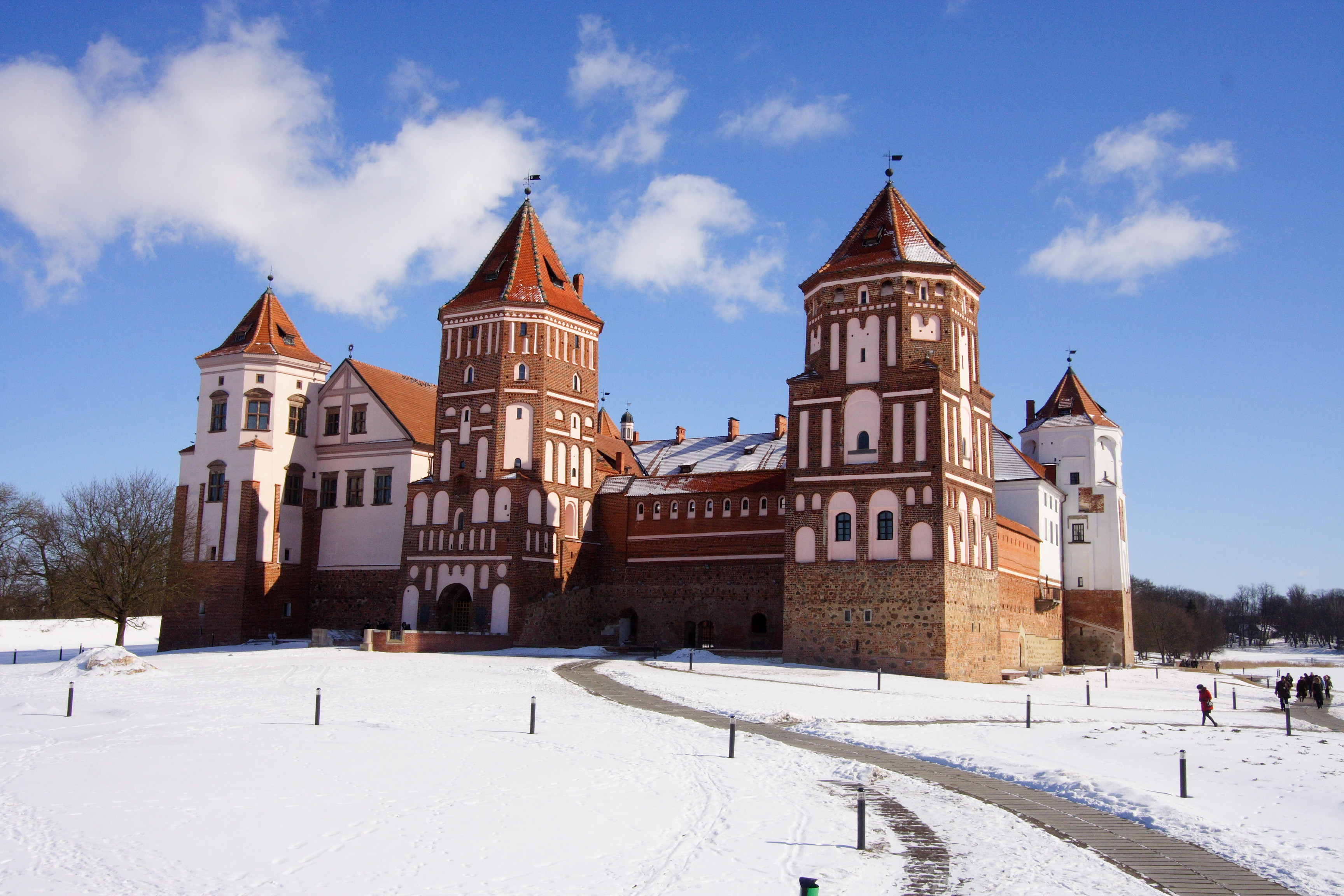
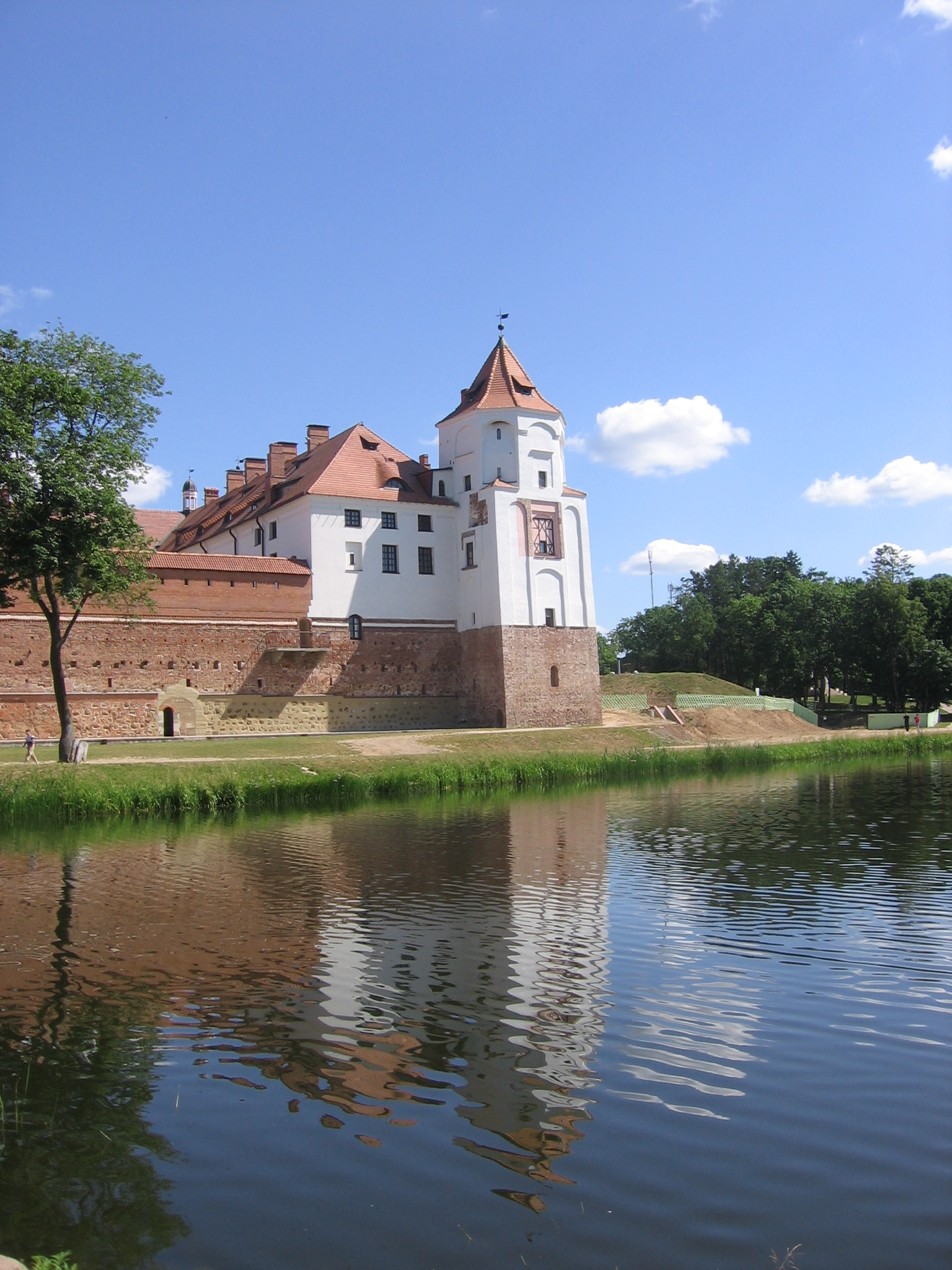
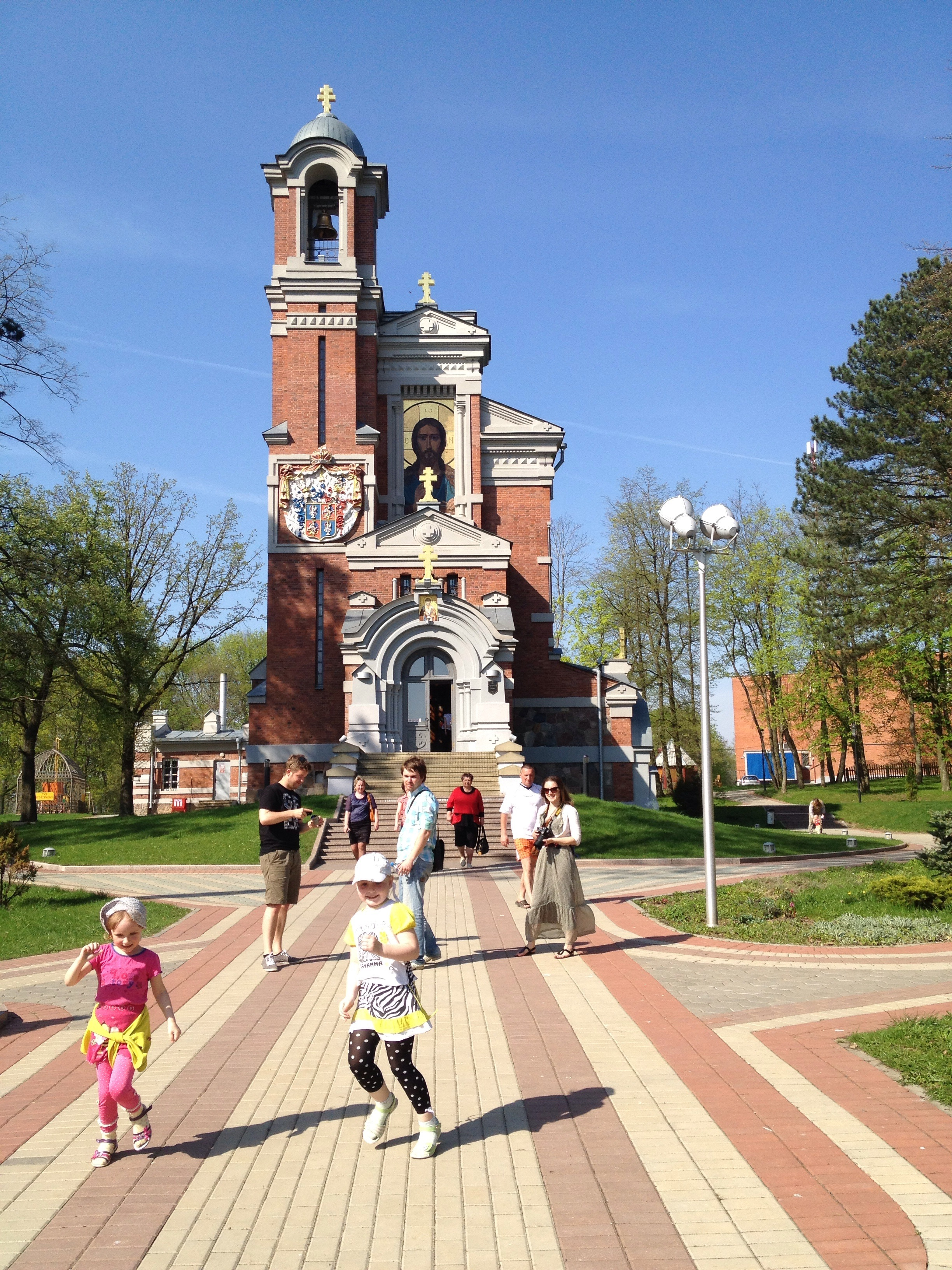
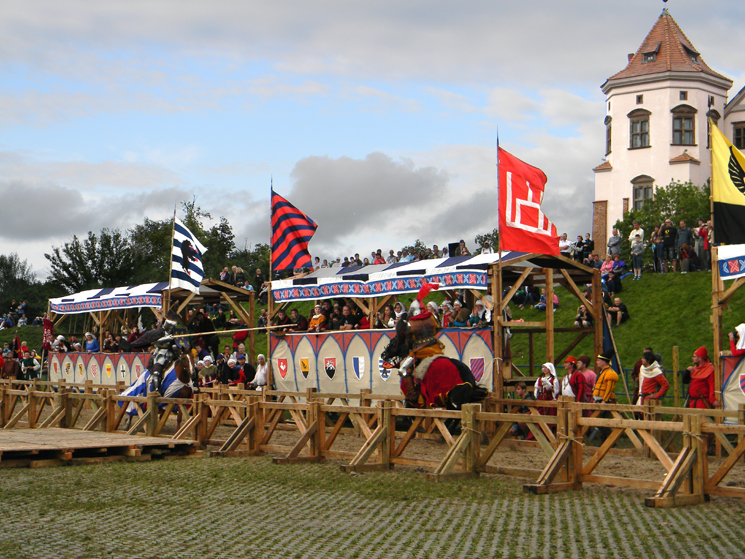
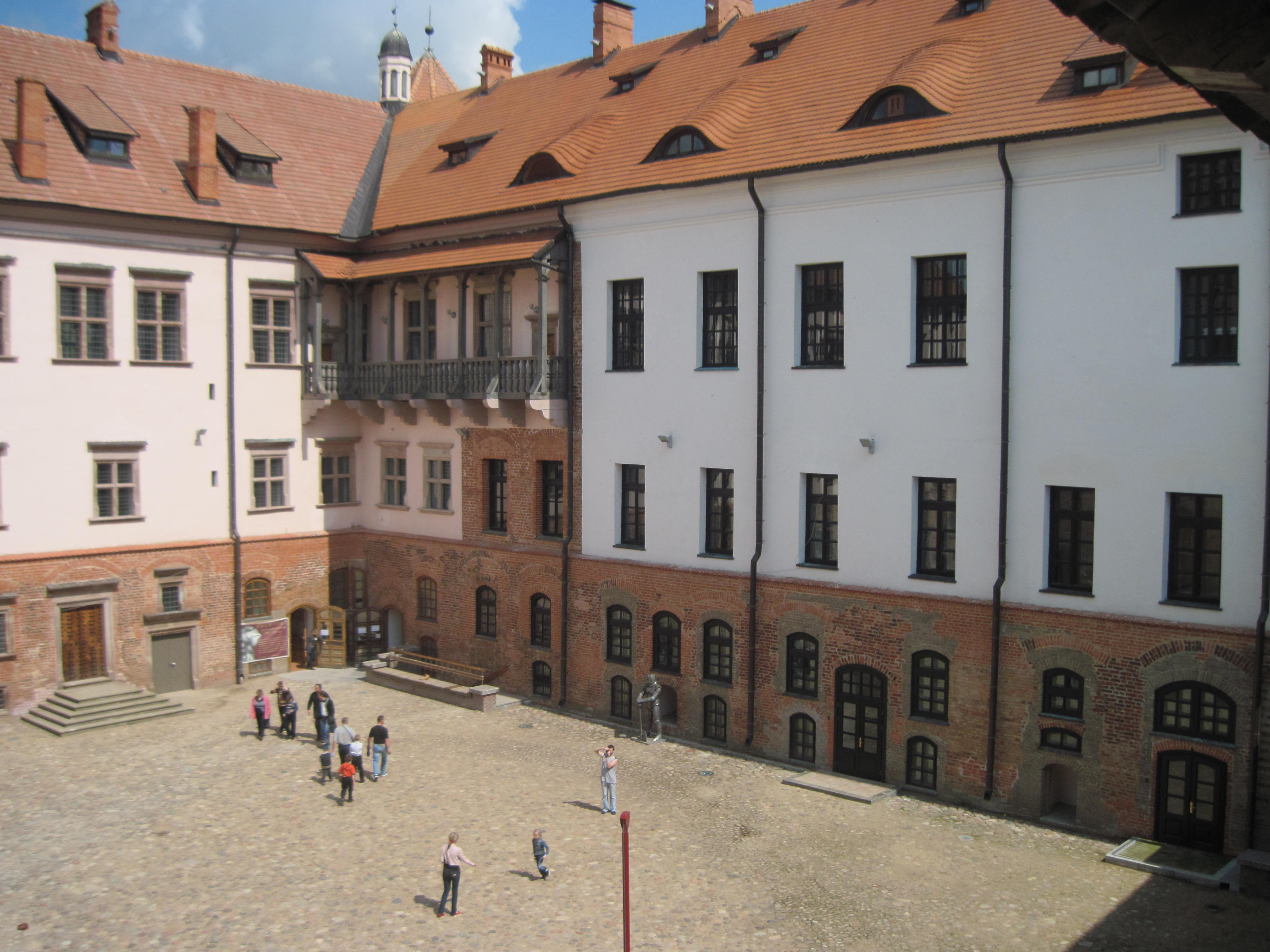
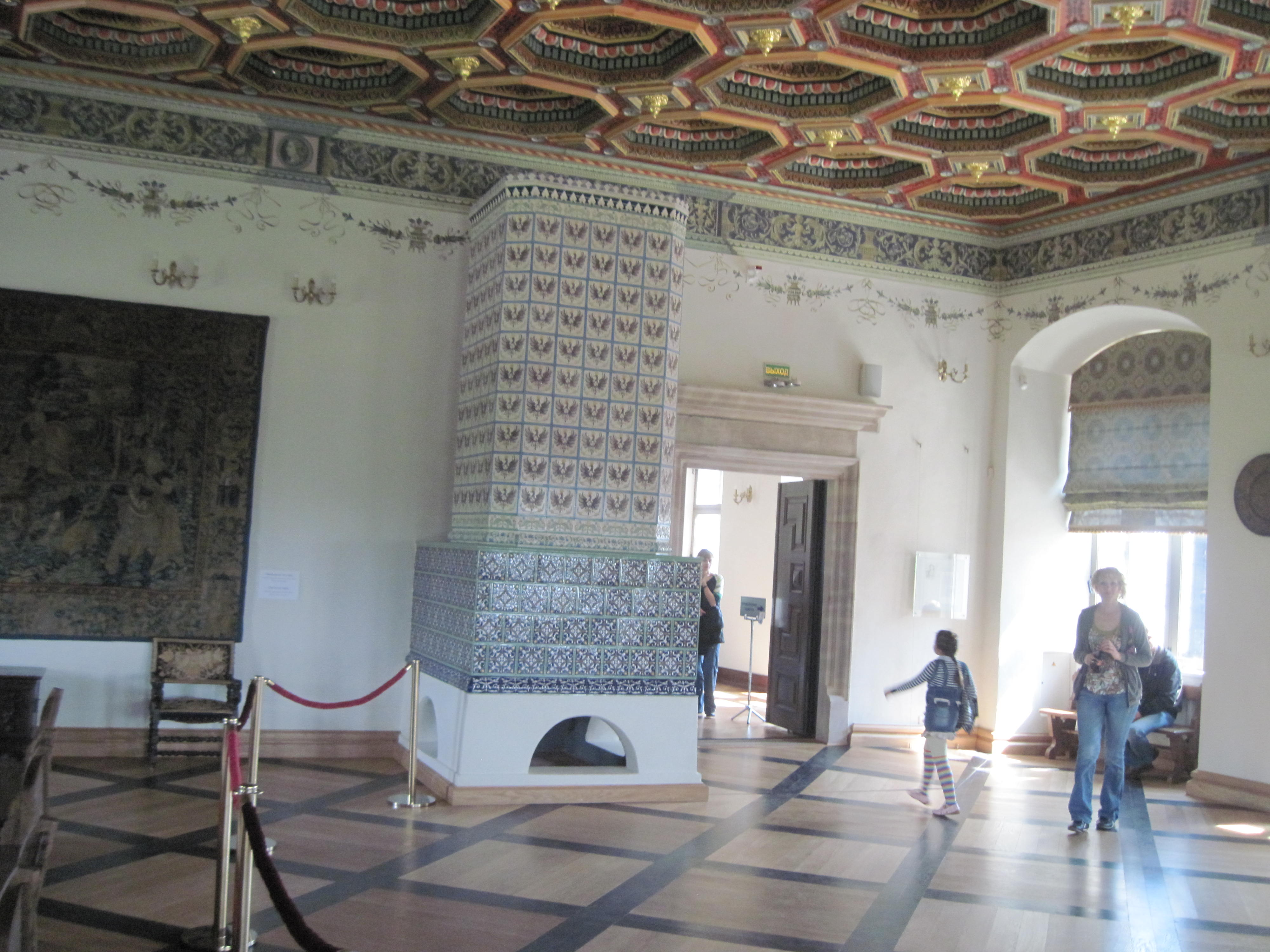
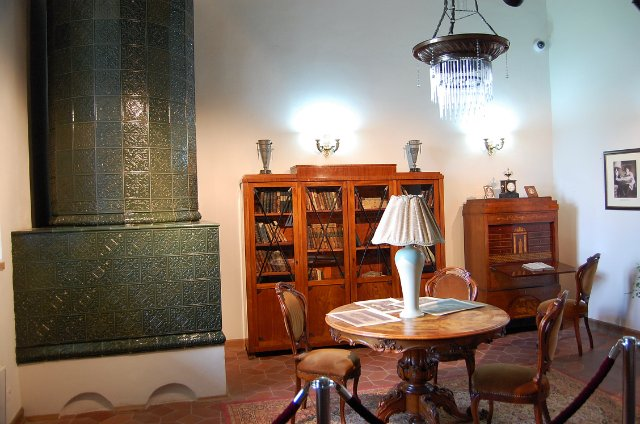
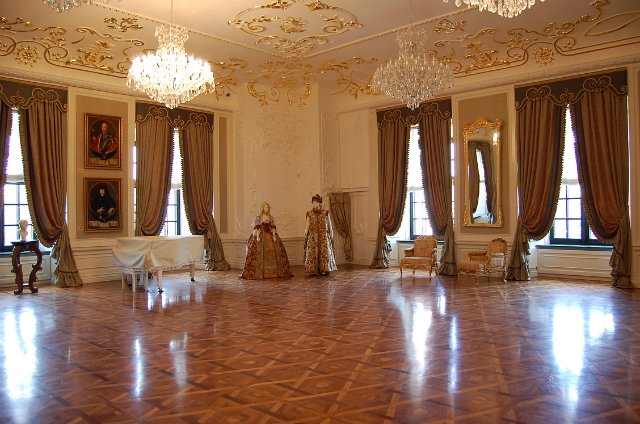
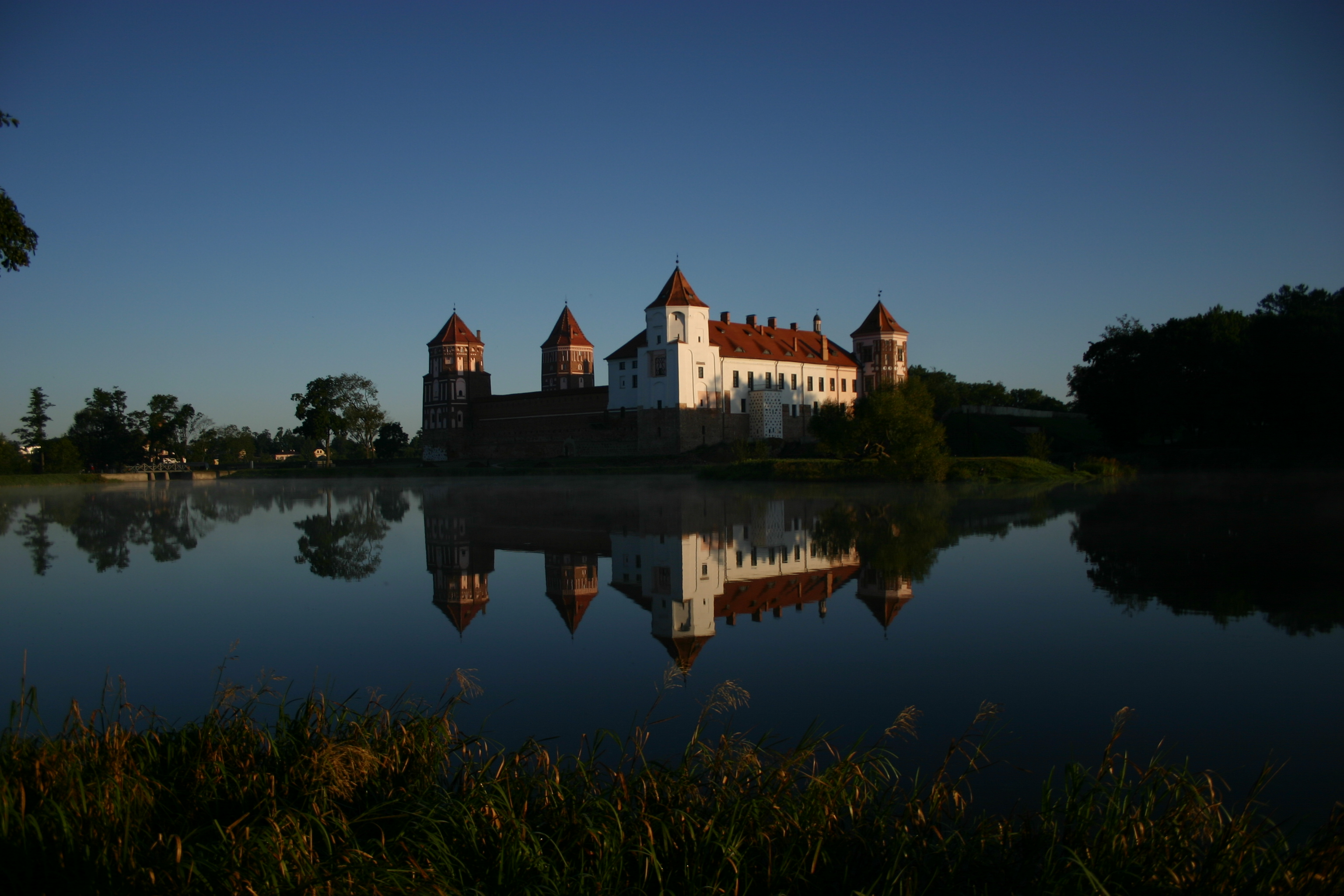

## روابط خارجية
- الموقع الرسمي لقلعة مير
- قلعة مير على الموقع الرسمي لجمهورية روسيا البيضاء
- القلعة في مير
- الموقع الرسمي لليونسكو